# Încărcare și descărcare
Încărcarea (engleză uploading) și descărcarea (engleză downloading) sunt termeni corelați, descriind transferul de date și fișiere (care pot conține în mod codificat muzică, video și multe altele) între două calculatoare, servere sau sisteme "inteligente", de obicei prin intermediul Internetului:
- "a încărca" înseamnă transmiterea de date și fișiere de la un sistem local (stația de lucru) către un sistem depărtat, cum ar fi un sit web sau un server FTP,
- "a descărca" înseamnă a primi date și fișiere de la un sistem depărtat pe sistemul local. Uneori această descărcare de date se mai numește "descărcare digitală". Descărcările de material multimedia sunt uneori ilegale sau nepermise.

În general, termenii nu se referă la comunicația elementară necesară pentru funcționarea unei aplicații, care se referă de exemplu la conectarea la un server FTP sau cererea și primirea de date pentru afișarea într-un navigator.

## Jargon
În cadrul jargonului corporațiilor, o "descărcare" mai poate însemna orice transfer de informație sau date, în special informație rezumativă, analog unei directive.